# Northlake (Texas)
Northlake é uma cidade  localizada no estado norte-americano do Texas, no Condado de Denton.

## Demografia
Segundo o censo norte-americano de 2000, a sua população era de 921 habitantes.
Em 2006, foi estimada uma população de 1085, um aumento de 164 (17.8%).

## Geografia
De acordo com o United States Census Bureau tem uma área de
39,4 km², dos quais 39,4 km² cobertos por terra e 0,0 km² cobertos por água.

## Localidades na vizinhança
O diagrama seguinte representa as localidades num raio de 12 km ao redor de Northlake.